# SN 2008K
SN 2008K – supernowa typu II odkryta 15 stycznia 2008 roku w galaktyce E504-G05. W momencie odkrycia miała maksymalną jasność 17,70m.